# Luxemburgs kampioenschap wielrennen op de weg
Het Luxemburgs kampioenschap wielrennen op de weg is in de vier onderdelen wegwedstrijd en individuele tijdrit bij zowel de mannen als de vrouwen een jaarlijkse georganiseerde wielerwedstrijd waarin om de nationale titel van Luxemburg wordt gestreden. De kampioen mag een jaar lang rijden in een trui in de kleuren van de vlag van Luxemburg in de categorie waarin de trui is behaald.
De wegwedstrijd voor mannen werd voor het eerst georganiseerd in 1922 en gewonnen door Franz Heck.

## Mannen

### Wegwedstrijd

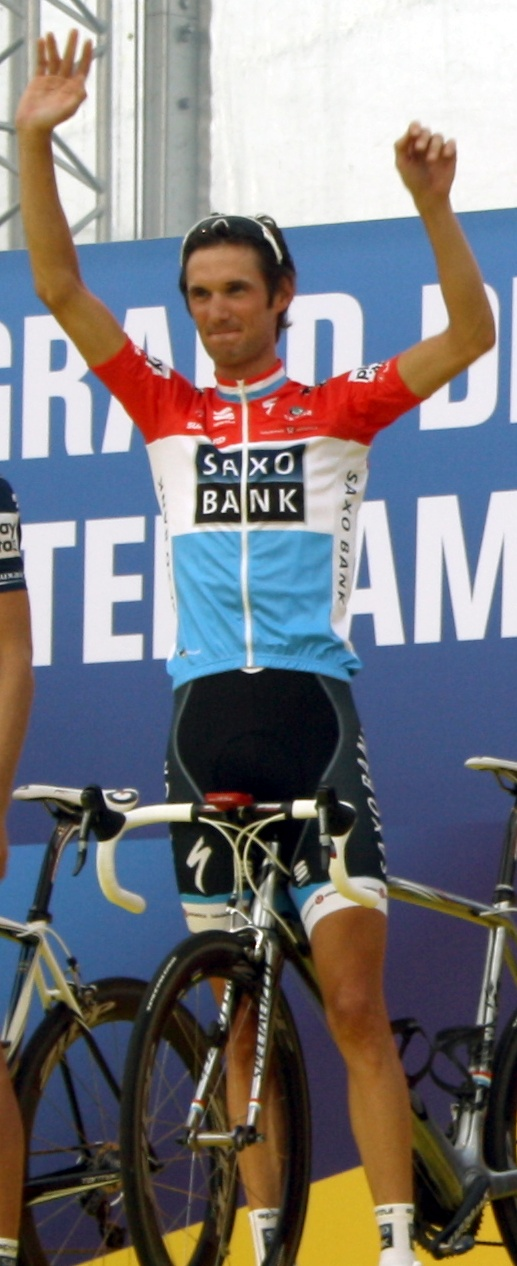
Fränk Schleck in de Luxemburgse kampioenstrui (2010)

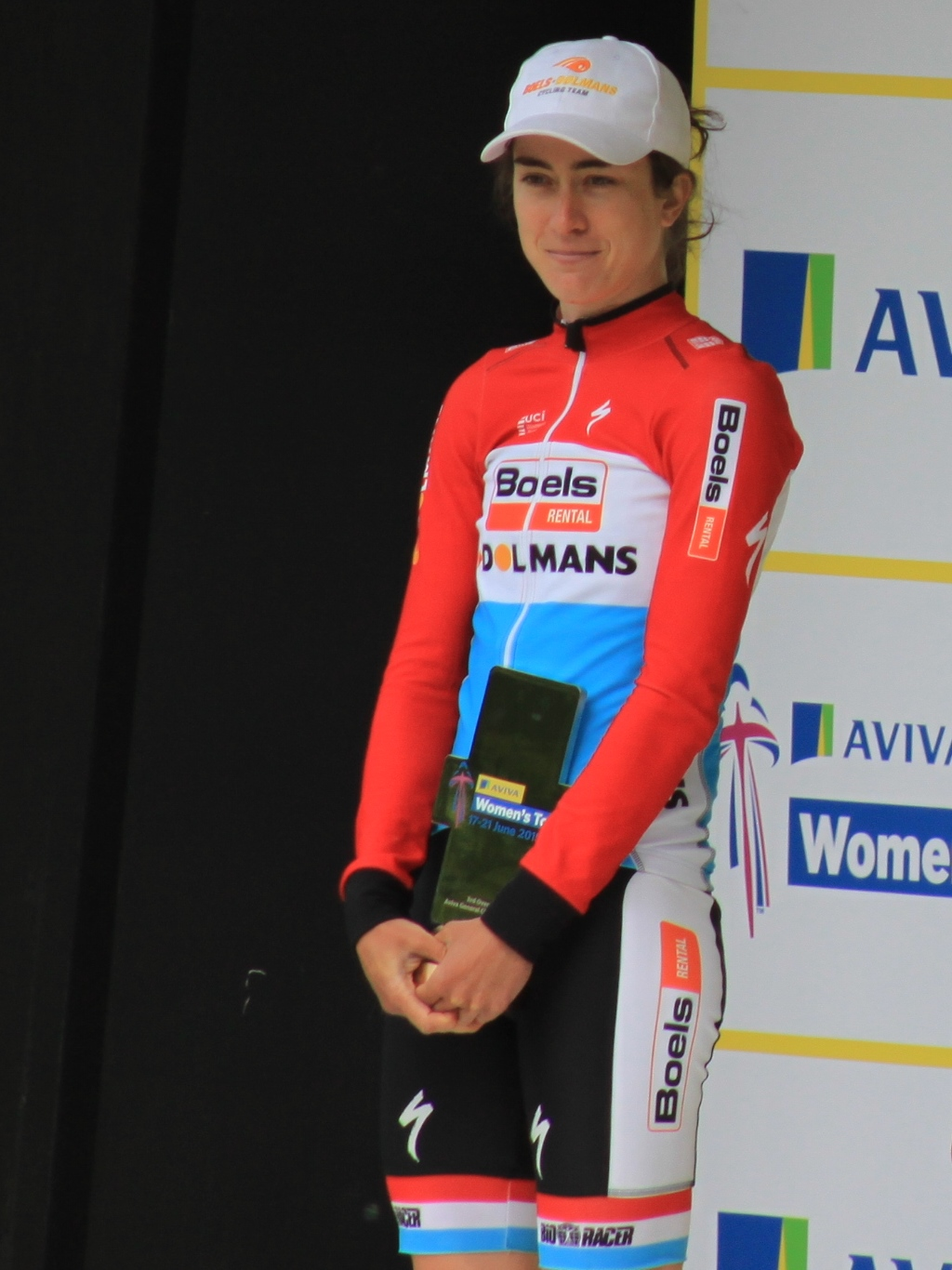
Christine Majerus won al 11 keer de wegrit en 14 keer de tijdrit

| Jaar | Goud                | Zilver              | Brons               |
| ---- | ------------------- | ------------------- | ------------------- |
| 1922 | Franz Heck          | -                   | -                   |
| 1923 | Nicolas Frantz      | Franz Heck          | -                   |
| 1924 | Nicolas Frantz      | -                   | -                   |
| 1925 | Nicolas Frantz      | -                   | -                   |
| 1926 | Nicolas Frantz      | -                   | -                   |
| 1927 | Nicolas Frantz      | Nicolas Engel       | Victor Kirchen      |
| 1928 | Nicolas Frantz      | Victor Kirchen      | -                   |
| 1929 | Nicolas Frantz      | Victor Kirchen      | -                   |
| 1930 | Nicolas Frantz      | -                   | -                   |
| 1931 | Nicolas Frantz      | Jean-Pierre Muller  | -                   |
| 1932 | Nicolas Frantz      | -                   | -                   |
| 1933 | Nicolas Frantz      | -                   | -                   |
| 1934 | Nicolas Frantz      | -                   | -                   |
| 1935 | Arsène Mersch       | -                   | -                   |
| 1936 | Émile Bewing        | -                   | -                   |
| 1937 | Pierre Clemens      | Jean Majerus        | -                   |
| 1938 | Mathias Clemens     | Paul Frantz         | Jean Majerus        |
| 1939 | Arsène Mersch       | Aloyse Klensch      | -                   |
| 1940 | Lucien Bidinger     | -                   | -                   |
| 1945 | Joseph Bintener     | Mathias Clemens     | Jean Kirchen        |
| 1946 | Jean Kirchen        | Joseph Bintener     | -                   |
| 1947 | Jean Goldschmit     | Jean Kirchen        | Mathias Clemens     |
| 1948 | Mathias Clemens     | Jean Kirchen        | Lucien Gillen       |
| 1949 | Willy Kemp          | Jean Diederich      | Jean Kirchen        |
| 1950 | Jean Goldschmit     | Jean Diederich      | Marcel Ernzer       |
| 1951 | Jean Kirchen        | Willy Kemp          | Jean Diederich      |
| 1952 | Johny Goedert       | Willy Kemp          | Marcel Ernzer       |
| 1953 | Marcel Ernzer       | Jean Diederich      | Charly Gaul         |
| 1954 | Marcel Ernzer       | Charly Gaul         | Jean-Pierre Schmitz |
| 1955 | Marcel Ernzer       | Willy Kemp          | François Gehlhausen |
| 1956 | Charly Gaul         | Marcel Ernzer       | Jean-Pierre Schmitz |
| 1957 | Charly Gaul         | Marcel Ernzer       | Willy Kemp          |
| 1958 | Jean-Pierre Schmitz | Charly Gaul         | Marcel Ernzer       |
| 1959 | Charly Gaul         | Jean-Pierre Schmitz | Marcel Ernzer       |
| 1960 | Charly Gaul         | Jean-Pierre Schmitz | Aldo Bolzan         |
| 1961 | Charly Gaul         | Marcel Ernzer       | Aldo Bolzan         |
| 1962 | Charly Gaul         | Roger Thull         | Bruno Martinato     |
| 1963 | Roger Thull         | Lucien Gillen       | -                   |
| 1964 | Roger Thull         | -                   | -                   |
| 1965 | Johny Schleck       | Roger Thull         | -                   |
| 1966 | Edy Schütz          | Johny Schleck       | -                   |
| 1967 | Edy Schütz          | Johny Schleck       | -                   |
| 1968 | Edy Schütz          | Johny Schleck       | Roland Smaniotto    |
| 1969 | Edy Schütz          | Roger Gilson        | -                   |
| 1970 | Edy Schütz          | -                   | -                   |
| 1971 | Edy Schütz          | -                   | -                   |
| 1972 | Roger Gilson        | -                   | -                   |
| 1973 | Johny Schleck       | Roger Gilson        | -                   |
| 1974 | Roger Gilson        | Erny Kirchen        | Jean Becker         |
| 1975 | Roger Gilson        | Jean Becker         | -                   |
| 1976 | Roger Gilson        | -                   | -                   |
| 1977 | Lucien Didier       | Marcel Thull        | Roger Gilson        |
| 1978 | Lucien Didier       | -                   | -                   |
| 1979 | Lucien Didier       | -                   | -                   |
| 1980 | Lucien Didier       | -                   | -                   |
| 1981 | Eugène Urbany       | -                   | -                   |
| 1982 | Eugène Urbany       | (gediskwalifiseerd) | -                   |
| 1983 | Eugène Urbany       | -                   | -                   |
| 1984 | Claude Michely      | -                   | -                   |
| 1985 | Claude Michely      | -                   | -                   |
| 1986 | Enzo Mezzapesa      | -                   | -                   |
| 1987 | Enzo Mezzapesa      | Claude Michely      | -                   |
| 1988 | Enzo Mezzapesa      | Claude Michely      | -                   |
| 1989 | Pascal Triebel      | -                   | -                   |
| 1990 | Pascal Kohlvelter   | -                   | -                   |
|      |                     |                     |                     |
| 1996 | Enzo Mezzapesa      | Benny Schaack       | Daniel Bintz        |
| 1997 | Daniel Bintz        | Christian Poos      | Enzo Mezzapesa      |
| 1998 | Tom Flammang        | Vincenzo Centrone   | Pascal Triebel      |
| 1999 | Kim Kirchen         | Benoît Joachim      | Max Becker          |
| 2000 | Benoît Joachim      | Christian Poos      | Fränk Schleck       |
| 2001 | Christian Poos      | Benoît Joachim      | Kim Kirchen         |
| 2002 | Christian Poos      | Vincenzo Centrone   | Steve Fogen         |
| 2003 | Benoît Joachim      | Marc Vanacker       | Christian Poos      |
| 2004 | Kim Kirchen         | Fränk Schleck       | Benoît Joachim      |
| 2005 | Fränk Schleck       | Kim Kirchen         | Andy Schleck        |
| 2006 | Kim Kirchen         | Fränk Schleck       | Andy Schleck        |
| 2007 | Benoît Joachim      | Christian Poos      | Fränk Schleck       |
| 2008 | Fränk Schleck       | Benoît Joachim      | Christian Poos      |
| 2009 | Andy Schleck        | Laurent Didier      | Fränk Schleck       |
| 2010 | Fränk Schleck       | Andy Schleck        | Ben Gastauer        |
| 2011 | Fränk Schleck       | Andy Schleck        | Laurent Didier      |
| 2012 | Laurent Didier      | Ben Gastauer        | Fränk Schleck       |
| 2013 | Bob Jungels         | Pit Schlechter      | Jempy Drucker       |
| 2014 | Fränk Schleck       | Ben Gastauer        | Andy Schleck        |
| 2015 | Bob Jungels         | Ben Gastauer        | Pit Schlechter      |
| 2016 | Bob Jungels         | Alex Kirsch         | Fränk Schleck       |
| 2017 | Bob Jungels         | Alex Kirsch         | Ben Gastauer        |
| 2018 | Bob Jungels         | Alex Kirsch         | Tim Diederich       |
| 2019 | Bob Jungels         | Kevin Geniets       | Pit Leyder          |
| 2020 | Kevin Geniets       | Bob Jungels         | Jempy Drucker       |
| 2021 | Kevin Geniets       | Jempy Drucker       | Loïc Bettendorf     |
| 2022 | Colin Heiderscheid  | Noé Ury             | Alexandre Kess      |
| 2023 | Alex Kirsch         | Michel Ries         | Mats Wenzel         |
| 2024 | Kevin Geniets       | Mats Wenzel         | Alexandre Kess      |
| 2025 | Arthur Kluckers     | Luc Wirtgen         | Alexandre Kess      |

### Tijdrit
| Jaar | Goud            | Zilver             | Brons              |
| ---- | --------------- | ------------------ | ------------------ |
| 1999 | Christian Poos  | Benoît Joachim     | Steve Fogen        |
| 2000 | Steve Fogen     | Kim Kirchen        | Fränk Schleck      |
| 2001 | Marc Vanacker   | Kim Kirchen        | Vincenzo Centrone  |
| 2002 | Christian Poos  | Steve Fogen        | Marc Vanacker      |
| 2003 | Christian Poos  | Pascal Triebel     | Marc Vanacker      |
| 2004 | Benoît Joachim  | Pascal Triebel     | Steve Friess       |
| 2005 | Andy Schleck    | Pascal Triebel     | Daniel Bintz       |
| 2006 | Benoît Joachim  | Christian Poos     | Steve Friess       |
| 2007 | Christian Poos  | Andy Schleck       | Laurent Didier     |
| 2008 | Kim Kirchen     | Christian Poos     | Benoît Joachim     |
| 2009 | Kim Kirchen     | Laurent Didier     | Christian Poos     |
| 2010 | Andy Schleck    | Fränk Schleck      | Christian Poos     |
| 2011 | Christian Poos  | Ralph Diseviscourt | Laurent Didier     |
| 2012 | Bob Jungels     | Ben Gastauer       | Ralph Diseviscourt |
| 2013 | Bob Jungels     | Laurent Didier     | Ben Gastauer       |
| 2014 | Laurent Didier  | Bob Jungels        | Alex Kirsch        |
| 2015 | Bob Jungels     | Jempy Drucker      | Laurent Didier     |
| 2016 | Bob Jungels     | Jempy Drucker      | Alex Kirsch        |
| 2017 | Jempy Drucker   | Bob Jungels        | Alex Kirsch        |
| 2018 | Bob Jungels     | Alex Kirsch        | Tom Thill          |
| 2019 | Bob Jungels     | Tom Wirtgen        | Ivan Centrone      |
| 2020 | Bob Jungels     | Alex Kirsch        | Kevin Geniets      |
| 2021 | Kevin Geniets   | Michel Ries        | Alex Kirsch        |
| 2022 | Bob Jungels     | Michel Ries        | Tim Diederich      |
| 2023 | Alex Kirsch     | Arthur Kluckers    | Tom Wirtgen        |
| 2024 | Arthur Kluckers | Michel Ries        | Tom Wirtgen        |
| 2025 | Bob Jungels     | Alex Kirsch        | Mathieu Kockelmann |

## Vrouwen

### Wegwedstrijd
| Jaar | Goud                 | Zilver               | Brons               |
| ---- | -------------------- | -------------------- | ------------------- |
| 1959 | Elsy Jacobs          | Cilly Debras         | -                   |
| 1960 | Elsy Jacobs          | Fernande Ludwig      | Irène Gilson        |
| 1961 | Elsy Jacobs          | Fernande Ludwig      | Gisèle Jacob        |
| 1962 | Elsy Jacobs          | Marceline Reinert    | Gisèle Jacob        |
| 1963 | Elsy Jacobs          | Gisèle Jacob         | Fernande Ludwig     |
| 1964 | Elsy Jacobs          | -                    | -                   |
| 1965 | Elsy Jacobs          | Monique Morth        | -                   |
| 1966 | Elsy Jacobs          | Mady Morth           | Monique Morth       |
| 1967 | Elsy Jacobs          | Mady Morth           | -                   |
| 1968 | Elsy Jacobs          | -                    | -                   |
| 1969 | Sylvie Welter        | Marianne Molitor     | -                   |
| 1970 | Elsy Jacobs          | Sylvie Welter        | Irène Engelmann     |
| 1971 | Elsy Jacobs          | Irène Engelmann      | -                   |
| 1972 | Elsy Jacobs          | Irène Engelmann      | Monique Morth       |
| 1973 | Elsy Jacobs          | Irène Engelmann      | -                   |
| 1974 | Elsy Jacobs          | -                    | -                   |
|      |                      |                      |                     |
| 1982 | Simone Steffen       | -                    | -                   |
| 1983 | Simone Steffen       | Thessy Reding        | Pascale Meysembourg |
| 1984 | Therese Wolter       | Simone Steffen       | Patricia Neuens     |
| 1985 | Simone Steffen       | Denise Landa         | Patricia Neuens     |
| 1986 | Simone Steffen       | Danielle Linden      | Danielle Konter     |
| 1987 | Danielle Linden      | Sandra Gatti         | Romaine Marbach     |
| 1988 | Tanja Reuland        | Danielle Linden      | Romaine Marbach     |
| 1989 | Tanja Reuland        | Danielle Linden      | Romaine Marbach     |
| 1990 | Tanja Reuland        | Romaine Marbach      | Joelle Wittry       |
| 1991 | Tanja Reuland        | Denise Landa         | Tania Bettel        |
| 1992 | Tania Bettel         | Pierrette Klein      | Denise Landa        |
| 1993 | Denise Landa         | Tania Bettel         | Eileen Ronk         |
| 1994 | Myriam Keller        | Suzie Godart         | Denise Landa        |
| 1995 | Myriam Keller        | Suzie Godart         | Nathalie Halle      |
| 1996 | Myriam Keller        | Nora Oliboni         | Therese Wolter      |
| 1997 | Myriam Meyers-Keller | Suzie Godart         | Nora Oliboni        |
| 1998 | Suzie Godart         | Tanja Wintersdorf    | Nathalie Halle      |
| 1999 | Tanja Wintersdorf    | Nathalie Bintz-Halle | Laurence Kipgen     |
| 2000 | Tanja Wintersdorf    | Suzie Godart         | Léa Schmitt         |
| 2001 | Suzie Godart         | Danielle Lentz       | Isabelle Hoffmann   |
| 2002 | Danielle Lentz       | Isabelle Hoffmann    | Tanja Wintersdorf   |
| 2003 | Isabelle Hoffmann    | Christine Kovelter   | Danielle Lentz      |
| 2004 | Isabelle Hoffmann    | Suzie Godart         | Betty Kinn          |
| 2005 | Nathalie Lamborelle  | Isabelle Hoffmann    | Betty Kinn          |
| 2006 | Isabelle Hoffmann    | Anne-Marie Schmitt   | Nathalie Lamborelle |
| 2007 | Suzie Godart         | Anne-Marie Schmitt   | Christine Majerus   |
| 2008 | Nathalie Lamborelle  | Christine Majerus    | Suzie Godart        |
| 2009 | Nathalie Lamborelle  | Christine Majerus    | Anne-Marie Schmitt  |
| 2010 | Christine Majerus    | Nathalie Lamborelle  | Suzie Godart        |
| 2011 | Christine Majerus    | Nathalie Lamborelle  | Anne-Marie Schmitt  |
| 2012 | Christine Majerus    | Nathalie Lamborelle  | Anne-Marie Schmitt  |
| 2013 | Christine Majerus    | Nathalie Lamborelle  | Chantal Hoffmann    |
| 2014 | Christine Majerus    | Chantal Hoffmann     | Carmen Coljon       |
| 2015 | Christine Majerus    | Elise Maes           | Chantal Hoffmann    |
| 2016 | Christine Majerus    | Chantal Hoffmann     | Nathalie Lamborelle |
| 2017 | Christine Majerus    | Elise Maes           | Claire Faber        |
| 2018 | Christine Majerus    | Elise Maes           | Ann-Sofie Harsch    |
| 2019 | Christine Majerus    | Chantal Hoffmann     | Laurence Thill      |
| 2020 | Christine Majerus    | Pia Wiltgen          | Mia Berg            |
| 2021 | Christine Majerus    | Sophie Margue        | Mia Berg            |
| 2022 | Christine Majerus    | Isabelle Klein       | -                   |
| 2023 | Christine Majerus    | Nina Berton          | Marie Schreiber     |
| 2024 | Marie Schreiber      | Christine Majerus    | Nina Berton         |
| 2025 | Marie Schreiber      | Nina Berton          | Liv Wenzel          |

### Tijdrit
| Jaar | Goud               | Zilver              | Brons               |
| ---- | ------------------ | ------------------- | ------------------- |
| 2006 | Anne-Marie Schmitt | Isabelle Hoffmann   | Nathalie Lamborelle |
| 2007 | Christine Majerus  | Anne-Marie Schmitt  | Christine Kovelter  |
| 2008 | Christine Majerus  | Nathalie Lamborelle | Anne-Marie Schmitt  |
| 2009 | Christine Majerus  | Anne-Marie Schmitt  | Nathalie Lamborelle |
| 2010 | Christine Majerus  | Anne-Marie Schmitt  | Nathalie Lamborelle |
| 2011 | Christine Majerus  | Anne-Marie Schmitt  | Nathalie Lamborelle |
| 2012 | Christine Majerus  | Anne-Marie Schmitt  | Nathalie Lamborelle |
| 2013 | Christine Majerus  | Nathalie Lamborelle | Chantal Hoffmann    |
| 2014 | Christine Majerus  | Chantal Hoffmann    | Elise Maes          |
| 2015 | Christine Majerus  | Elise Maes          | Chantal Hoffmann    |
| 2016 | Christine Majerus  | Ann-Sofie Harsch    | Elise Maes          |
| 2017 | Christine Majerus  | Elise Maes          | Chantal Hoffmann    |
| 2018 | Christine Majerus  | Ann-Sofie Harsch    | Elise Maes          |
| 2019 | Christine Majerus  | Pia Wiltgen         | Liz Asselborn       |
| 2020 | Christine Majerus  | Mia Berg            | Pia Wiltgen         |
| 2021 | Christine Majerus  | Carmen Coljan       | Mia Berg            |
| 2022 | Christine Majerus  | -                   | -                   |
| 2023 | Christine Majerus  | -                   | -                   |
| 2024 | Christine Majerus  | Nina Berton         |                     |
| 2025 | Marie Schreiber    | Nina Berton         | Liv Wenzel          |